# Mattias syn Annasza
Mattias syn Annasza (zm. przed 66) – arcykapłan żydowski w latach 42-43.
Był synem Annasza syna Setiego, bratem Eleazara, Jonatana, Teofila i Annasza Młodszego.
W 42 roku Herod Agryppa I mianował go arcykapłanem w miejsce Szymona Kanterasa z rodu Boetosa. Jednak już w następnym roku pozbawił Mattiasa z urzędu, powierzając godność arcykapłana Elioneuszowi synowi Kanterasa.